# Karen Aabye
Karen Lydia Aabye (født 19. september 1904 i København, død 15. september 1982 i Bagsværd) var en dansk forfatter, som efter at have uddannet sig til journalist debuterede med romanen Der er langt til Paris i 1939. I bogen Vi skal snart hjem fra 1946 skildrer hun danskere, som under 2. verdenskrig flygtede til Sverige.
Andre kendte værker er Bedstemor er Jomfru fra 1956 og Martineserien fra 1950-54, der er en romanserie, som begynder i Vestjylland i 1820'erne. Serien skildrer en stærk og viljefast ung enke, Martine, og fortsætter med hendes søn Janus og dennes ven Thue, deres rejser og bedrifter, indtil den første ender som guldmineejer i Australien og den anden som farmer i Californien.
Hendes villa i Bagsværd, Kisum Bakke, tegnet af Elliot Hjuler og opført i 1943, blev den 22. december 1944 sprængt i luften af Gestapo. Karen Aabye var ikke hjemme. Villaen blev genopført 1945 og udvidet 1956.

### Rejsebeskrivelser
- Dejligt at Amerika ikke ligger langt herfra, Hasselbalch, 1949
- Ferie i Himlen, Wangels forlag, 1951
- Det gyldne land, Hasselbalch, 1953
- Irland – Min tossede Ø, Hasselbalch, 1963

### Biografier
- Vi skal snart hjem, 1946
- Grevinden af Bagsværd, Borgen, 1958 (baseret på Angelica Ewans' skæbne)
- Fra mit Skovhus, Hasselbalch, 1968
- Dyr der krydsede min vej, Wøldike, 1980

### Romaner
- Der er langt til Paris, 1939
- En Kvinde har alt, 1940
- Vi skal ikke ha Penge tilbage, 1941
- Det skete ved Kisum Bakke, 1942
- Fruen På Kejsergården, 1943
- Vi der elsker livet, 1944
- Jupiter glemmer aldrig, 1945
- Vi skal snart hjem, 1946
- Kvinde, gaa mod Solen, 1947
- Branden i Magasin du Monde, 1948
- Vi kan sagtens, 1958
- Vi er så unge, 1961
- Min bedstemor er jomfru, 1965
- Ursula, 1967
- Grønne Horisonter, 1973

### Martine-serien
- Martine, 1950
- Min søn Janus, 1951
- Brænd dine skibe, 1952
- Det gyldne land, 1953
- Den røde dal, 1954